# Malden (Heumen)
Malden ist eine Ortschaft in der niederländischen Gemeinde Heumen in der Provinz Gelderland. Mit 11.355 Einwohnern (Stand: 1. Januar 2024) ist Malden zugleich die mit Abstand größte Ortschaft der Gemeinde.

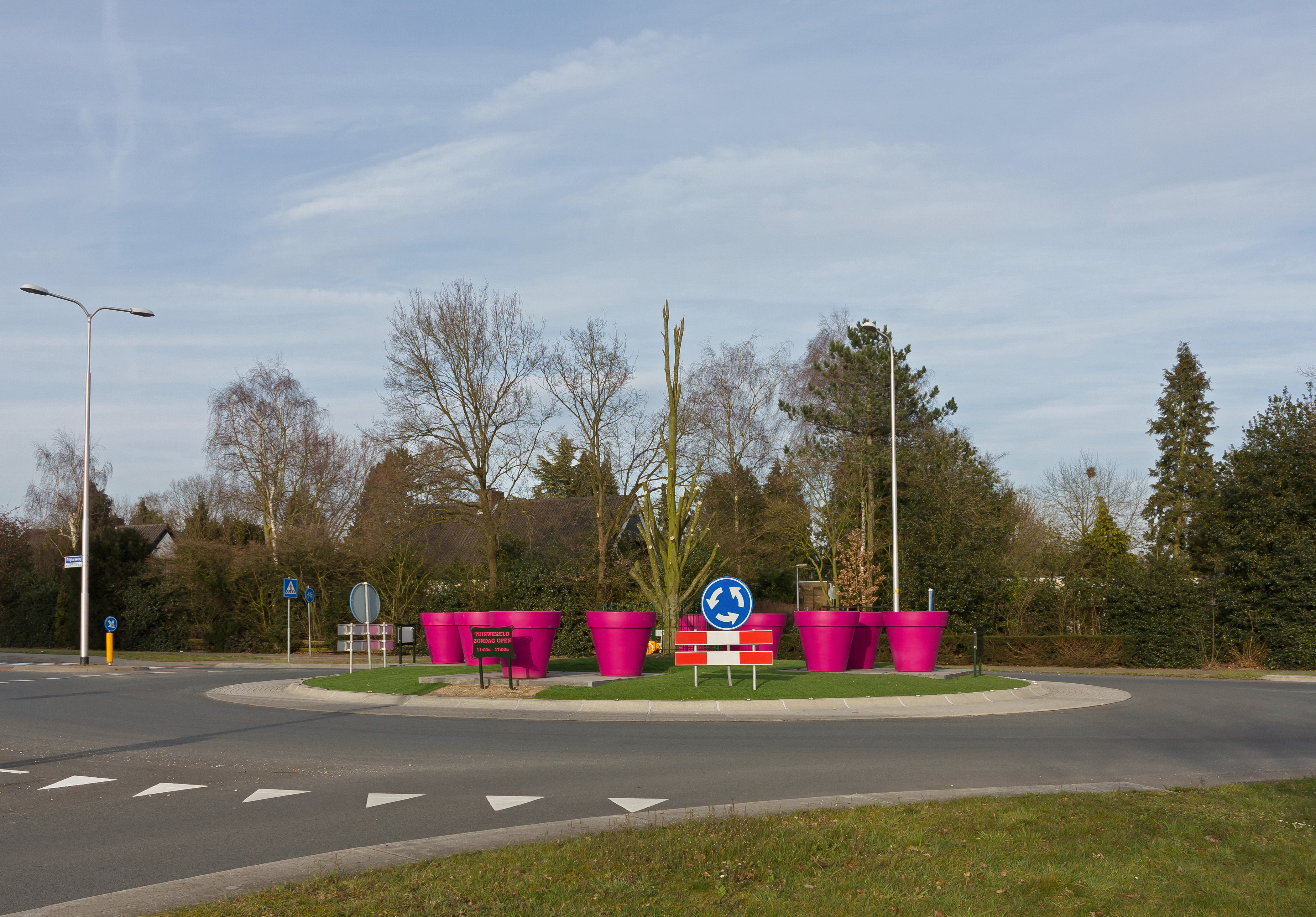
Kreisverkehr

Der Ort liegt südlich der Stadt Nijmegen am Provinciale weg N844. Südwestlich der Ortslage verläuft der Maas-Waal-Kanal, der Malden von der namensgebenden Ortschaft Heumen trennt und an der südöstlichen Gemeindegrenze auf die Maas trifft.

## Persönlichkeiten
- Frans Thijssen (* 1952 in Malden), Fußball-Nationalspieler und Trainer